# Koltershäuschen
Koltershäuschen ist eine aus einem Hofschaft hervorgegangene Ortschaft in der Stadt Leichlingen (Rheinland) im Rheinisch-Bergischen Kreis.

## Lage und Beschreibung
Koltershäuschen liegt östlich des Leichlinger Zentrums auf einem Höhenrücken zwischen dem Murbach und dem Weltersbach an der Landesstraße 294 nahe der Stadtgrenze zu Leverkusen und zu Burscheid.
Nachbarorte sind Bremersheide, Neuwinkel, Planenhof, Diepental, Scheuerhof, Friedrichshöhe, Heeg, Weltersbach, Wiedenbach, Metzholz und Balkerberg auf Leichlinger, Linde auf Leverkusener und Grünscheid, Grünscheider Mühle und Unterwietsche auf Burscheider Stadtgebiet. Abgegangen ist Bremersheidermühle.

## Geschichte
Die Karte Topographia Ducatus Montani aus dem Jahre 1715 zeigt den Hof unter dem Namen Koltershüsg. Im 18. Jahrhundert gehörte der Ort zum Kirchspiel Leichlingen im bergischen Amt Miselohe. Die Topographische Aufnahme der Rheinlande von 1824 und die Preußische Uraufnahme von 1844 verzeichnen den Ort beide als Koltershäuschen.
1815/16 lebten sechs Einwohner im Ort. 1832 gehörte Koltershäuschen der Bürgermeisterei Leichlingen an. Der laut der Statistik und Topographie des Regierungsbezirks Düsseldorf als Hofstadt kategorisierte Ort besaß zu dieser Zeit zwei Wohnhäuser und zwei landwirtschaftliche Gebäude. Zu dieser Zeit lebten elf Einwohner im Ort, allesamt evangelischen Glaubens.
Im Gemeindelexikon für die Provinz Rheinland werden 1885 drei Wohnhäuser mit elf Einwohnern angegeben. 1895 besitzt der Ort zwei Wohnhäuser mit zehn Einwohnern, 1905 zwei Wohnhäuser und zehn Einwohner. Das Doppelhaus Koltershäuschen 5/7 steht unter Denkmalschutz und wurde Mitte des 19. Jahrhunderts erbaut.